# Jefrey Burnside
Jefrey Basil Burnside (ur. 5 listopada 1950 w Nassau) – bahamski kolarz torowy, olimpijczyk.
Uczestnik Letnich Igrzysk Olimpijskich 1972. Wystąpił wyłącznie w sprincie. W rundzie eliminacyjnej zajął ostatnie, 3. miejsce – wyprzedzili go Massimo Marino i Roger Young. W rundzie repasażowej został pokonany przez Pedera Pedersena i odpadł z zawodów.
Miał przynajmniej trzech braci: Lawrence’a (również uczestnika igrzysk olimpijskich w Monachium), Franklyna i Drexela. Oprócz Drexela wszyscy uprawiali kolarstwo. Jefrey i Lawrence pozostają jedynymi bahamskimi kolarzami, którzy wzięli udział w igrzyskach olimpijskich (stan po IO 2020).